# Radelîci, Mîkolaiiv
Radelîci (în ucraineană Раделичі) este o comună în raionul Mîkolaiiv, regiunea Liov, Ucraina, formată numai din satul de reședință.

## Demografie
Componența lingvistică a comunei Radelîci
     Ucraineană (99,1%)
     Alte limbi (0,82%)
Conform recensământului din 2001, majoritatea populației comunei Radelîci era vorbitoare de ucraineană (99,1%), existând în minoritate și vorbitori de alte limbi.